# Ağdaş (Rayon)
Ağdaş (auch Agdash) ist ein Rayon in Aserbaidschan. Hauptstadt ist die Stadt Ağdaş. Der Name bedeutet „Weißer Stein“ und leitet sich vom weißen Gestein der dortigen Berge ab.

## Geografie
Der Rayon hat eine Fläche von 1048 km². Die Landschaft gehört im Süden zur Tiefebene des Flusses Kura, der die Südwestgrenze bildet, und im Norden zur südlichen Flanke des großen Kaukasus, dem Bozdag-Gebirge, das bis zu 700 m hoch reicht. Ein weiterer großer Fluss des Bezirks ist der Türyançay. Im Rayon liegt der Türyançay-Nationalpark. Etwa 100 km² des Rayons sind bewaldet.

## Wirtschaft
Die Region ist agrarisch geprägt. Es wird vor allem Baumwolle angebaut. Außerdem gibt es eine Lebensmittel verarbeitende Industrie, Werkstofffabriken, eine Maschinenbaubranche und auch die Forstwirtschaft ist von Bedeutung. Die Hauptgas-Pipeline führt durch den Rayon.

## Bevölkerung
Die Bevölkerung besteht zu 98 % aus Aserbaidschanern. Andere ethnische Gruppen sind Lezginen, Kurden und Tāt. Der Rayon hat 112.000 Einwohner (Stand: 2021). 2009 betrug die Einwohnerzahl 98.300.

## Sehenswürdigkeiten
In der Region existieren mehrere Denkmäler aus dem 19. Jahrhundert sowie die Ruinen der Festung von Surkhaygalasi.